# حوزه انتخابیه هشتم جورجیا
حوزه انتخابیه هشتم جورجیا یک حوزه انتخابیه مجلس نمایندگان آمریکا است که در ایالت جورجیا قرار دارد.